# Paimio
Paimio este o comună din Finlanda.